# 許平和
許 平和（きょう ひらかず、1953年12月7日 - ）は、日本の実業家、作曲家、YouTuber。
日本初のインターネットＴＶ局netchannel KYOの創業者、同社社長、上海音楽学院客員教授。
香港(台湾) 名門客家 許一族の太人(タイパン)、中国・ロシア(ロマノフ王朝)・日本の血脈。音楽家・実業家・netchannel KYO co.,ltd:CEO 日本在住。

## 来歴
香港生まれ。12歳で来日し、カナディアンアカデミー、京都大学を合格後、バークリー音楽大学を経て、1999年にインターネットＴＶ局netchannel KYOを設立。

## 著書
- ニュータイプオラクル許平和（2009年8月1日、澪標）